# La Robe prétexte
La Robe prétexte est un roman de François Mauriac publié le 1914 aux éditions Grasset.

## Éditions
- La Robe prétexte, éditions Grasset, 1914.